# Daft Punks diskografi
Den fransk elektroniske duo Daft Punks diskografi består af fire studiealbums, to livealbums, ét opsamlingsalbum, ét soundtrack, fire remixalbum, to videoalbum, 22 singler og 19 musikvideoer. Gruppens medlemmer Thomas Bangalter og Guy-Manuel de Homem-Christo mødtes i 1987 mens de gik på Lycée Carnot. De indspillede efterfølgende adskillige demo-numre sammen, og dannede Daft Punk i 1993. Deres debutsingle "The New Wave" blev udgivet det efterfølgende år på pladeselskabet Soma Quality Recordings. Daft Punk fik kommerciel succes med deres anden single "Da Funk", der toppede som nummer syv i Frankrig og førstepladsen på den amerikanske Billboard hitliste Hot Dance Club Play.
Efter at have skrevet kontrakt med Virgin Records udgav duoen deres debutalbum Homework i januar 1997. Albummet toppede som nummer tre i Frankrig og blev certificeret platin af Syndicat National de l'Édition Phonographique (SNEP). Succesen fra Homework gjorde at progressiv house blev kendt i hele verden, og det er siden blevet betragtet som en milepæl for genren. Albummets single "Around the World" kom ind i top fem i adskillige europæiske lande, og det gav ligeledes duoens første hit på den amerikanske Billboard Hot 100, hvor den toppede som nummer 61. Albummet indeholdt også singlerne "Burnin'" og "Revolution 909".
Daft Punk udgav deres andet album, Discovery, i februar 2001. Albummet toppede som nummer to i Frankrig og solgte trippel platin. Discovery opnåede også succes internationalt, hvor det nåede ind i top 10 i lande som bl.a. Australien, Canada og Storbritannien. "One More Time", der var albummets førstesingle, nåede førstepladsen på den franske hitliste og Billboard dance chart. Single nåede også ind i top 10 i Australien, Tyskland og Storbritannien. Der blev udgivet yderligere seks singler fra Discovery: "Aerodynamic", "Digital Love", "Harder, Better, Faster, Stronger", "Face to Face" og "Something About Us". Daft Punk var også med til udgivelsen af Interstella 5555: The 5tory of the 5ecret 5tar 5ystem, der var en spillefilm fra 2003 med sange fra Discovery som soundtrack. Human After All, gruppens tredje studiealbum, blev udgivet i marts 2005 og fik blandede anmeldelser. På trods af dette, så nåede albummet førstepladsen af Billboard Dance/Electronic Albums og toppede som nummer tre i Frankrig. Human After All indehodlt singlerne "Robot Rock", "Technologic", "Human After All" og "The Prime Time of Your Life".
Efter deres turné Alive 2006/2007 skrev Daft Punk musikken til filmen Tron: Legacy (2010) og udgav det tilhørende soundtrack. Albummet indeholdt singlen "Derezzed", og det blev duoens første album i top fem på Billboard 200. Det blev certificeret guld af Recording Industry Association of America (RIAA) og SNEP. Random Access Memories, Daft Punks første studiealbum i 8 år, blev udgivet i maj 2013 og det toppede albumhitlisterne i lande over hele verden. I Frankrig var det gruppens første udgivelse, der debuterede på førstepladsen, hvor det blev i tre uger. "Get Lucky", den første single fra Random Access Memories, opnåede også stor succes i adskillige lande. I 2016 medvirkede Daft Punk på to singler med den canadiske R&B-sanger The Weeknd med titlerne "Starboy" og "I Feel It Coming". Førstnævnte toppede hitlisterne i adskillige lande, og solgte platin i USA, mens sidstnævnte nåede førstepladsen i Frankrig og blev certificeret diamant af SNEP. Duoen annoncerede officielt deres opløsning i februar 2021; i december samme år kom soundtracket til Tron: Legacy igen på hitlisterne og toppede Dance/Electronic Albums efter der var blevet udgivet en vinyludgave af albummet i Targets butikker.

## Albums

### Studiealbums
| Homework               | - Udgivet: 17. januar 1997 (FRA) - Pladeselskab: Virgin, Soma - Formater: CD, LP, MC, digital download, streaming | 3 | 37 | 7 | 15 | 44 | 54 | 19 | 43 | 8  | 150 | - WW: 2,000,000              | - SNEP: Platin - BEA: Platin - BPI: Platin - MC: 2× Platin - RIAA: Guld                                                                          |
| Discovery              | - Udgivet: 26. februar 2001 (FRA) - Pladeselskab: Virgin - Formater: CD, LP, MC, digital download, streaming      | 2 | 7  | 1 | 2  | 5  | 4  | 8  | 6  | 2  | 23  | - FRA: 597,100 - UK: 657,500 | - SNEP: 3× Platin - ARIA: Guld - BEA: Guld - BPI: 2× Platin - BVMI: Guld - FIMI: Guld - IFPI SWI: Guld - MC: Guld - RIAA: Guld                   |
| Human After All        | - Udgivet: 14. marts 2005 (FRA) - Pladeselskab: Virgin - Formater: CD, LP, MC, digital download, streaming        | 3 | 36 | 8 | 38 | 38 | 10 | 19 | 8  | 10 | 98  | - US: 127,000 - UK: 80,838   | - SNEP: 2× Guld - BPI: Sølv |
| Random Access Memories | - Udgivet: 17. maj 2013 (VAR) - Pladeselskab: Columbia - Formater: CD, LP, digital download, streaming            | 1 | 1  | 1 | 1  | 1  | 1  | 1  | 1  | 1  | 1   | - FRA: 769,300               | - SNEP: Diamant - ARIA: 2× Platin - BEA: Platin - BPI: Platin - BVMI: Platin - FIMI: 2× Platin - IFPI SWI: Platin - MC: 2× Platin - RIAA: Platin |

### Livealbums
| Titel                                                                             | Detaljer | Højeste hitlisteplcaering | Højeste hitlisteplcaering | Højeste hitlisteplcaering | Højeste hitlisteplcaering | Højeste hitlisteplcaering | Højeste hitlisteplcaering | Højeste hitlisteplcaering | Højeste hitlisteplcaering | Højeste hitlisteplcaering | Højeste hitlisteplcaering | Certificeringer                                          |
| FRA                                                                               | AUS | BEL                       | IRE                       | ITA                       | NLD                       | SCO                       | SWI                       | UK                        | US                        |                           |                           | Certificeringer                                          |
| --------------------------------------------------------------------------------- | --- | ------------------------- | ------------------------- | ------------------------- | ------------------------- | ------------------------- | ------------------------- | ------------------------- | ------------------------- | ------------------------- | ------------------------- | -------------------------------------------------------- |
| Alive 1997                                                                        | - Udgivet: 1. oktober 2001 (FRA) - Pladeselskab: Virgin - Formater: CD, vinyl, digital download, streaming   | 25                        | —                         | —                         | —                         | —                         | —                         | —                         | —                         | —                         | —                         |                                                          |
| Alive 2007                                                                        | - Udgivet: 16. november 2007 (FRA) - Pladeselskab: Virgin - Formater: CD, vinyl, digital download, streaming | 2                         | 14                        | 6                         | 38                        | 98                        | 47                        | 73                        | 17                        | 86                        | 169                       | - SNEP: 2× Platin - ARIA: Guld - BEA: Platin - BPI: Sølv |
| "—" denotes a recording that did not chart or was not released in that territory. | |                           |                           |                           |                           |                           |                           |                           |                           |                           |                           |                                                          |

### Soundtrack
| Titel        | Detaljer | Højeste hitlisteplacering | Højeste hitlisteplacering | Højeste hitlisteplacering | Højeste hitlisteplacering | Højeste hitlisteplacering | Højeste hitlisteplacering | Højeste hitlisteplacering | Højeste hitlisteplacering | Højeste hitlisteplacering | Højeste hitlisteplacering | Salgstal      | Certifications                                     |
| FRA          | AUS | BEL                       | CAN                       | GER                       | IRE                       | ITA                       | SWI                       | UK                        | US                        |                           |                           |               | Certifications                                     |
| ------------ | --- | ------------------------- | ------------------------- | ------------------------- | ------------------------- | ------------------------- | ------------------------- | ------------------------- | ------------------------- | ------------------------- | ------------------------- | ------------- | -------------------------------------------------- |
| Tron: Legacy | - Udgivet: 7. december 2010 (FRA) - Pladeselskab: Walt Disney - Formater: CD, vinyl, digital download, streaming | 25                        | 17                        | 14                        | 17                        | 17                        | 40                        | 41                        | 21                        | 39                        | 4                         | - US: 593,398 | - SNEP: Guld - ARIA: Guld - BPI: Guld - RIAA: Guld |

### Remix albums
| Daft Club                                                                         | - Udgivet: 2. december 2003 (FRA) - Pladeselskab: Virgin - Formater: CD, vinyl, digital download, streaming              | 130 | —  | —  | —  | —  | —  | 69 | —  | —  | 8 |
| Human After All: Remixes                                                          | - Udgivet: 29. marts 2006 (JPN) - Pladeselskab: Toshiba EMI - Formater: CD, digital download, streaming                  | —   | —  | —  | —  | —  | —  | —  | —  | —  | — |
| Tron: Legacy Reconfigured                                                         | - Udgivet: 5. april 2011 (FRA) - Pladeselskab: Walt Disney - Formater: CD, digital download, streaming                   | —   | 64 | 91 | 24 | 83 | 41 | —  | 59 | 16 | 1 |
| Homework (Remixes)                                                                | - Udgivet: 22. februar 2022 (FRA) - Pladeselskab: Warner Music France - Formater: CD, vinyl, digital download, streaming | —   | —  | —  | —  | —  | —  | —  | —  | —  | — |
| "—" denotes a recording that did not chart or was not released in that territory. | |     |    |    |    |    |    |    |    |    |   |

### Opsamlingsalbums
| Musique Vol. 1 1993–2005 | - Udgivet: 4. april 2006 (FRA) - Pladeselskab: Virgin - Formater: CD, digital download, streaming | 127 | 47 | 18 | 90 | — | 31 | 36 | 34 | 12 | - BPI: Guld |

### Videoalbums
| Titel                                                        | Detaljer                                                               |
| ------------------------------------------------------------ | ---------------------------------------------------------------------- |
| D.A.F.T.: A Story About Dogs, Androids, Firemen and Tomatoes | - Udgivet: 28. marts 2000 (FRA) - Pladeselskab: Virgin - Formater: DVD |
| Interstella 5555: The 5tory of the 5ecret 5tar 5ystem        | - Udgivet: 18. maj 2003 (FRA) - Pladeselskab: Virgin - Formater: DVD   |

## Singler

### Som hovedkunstner
| "The New Wave"                                                                    | 1994 | —  | —   | —  | —   | —  | —  | —  | —  | —  | —  | | Non-album single        |
| "Da Funk"                                                                         | 1995 | 7  | 31  | 9  | —   | 20 | —  | 33 | —  | 7  | —  | - SNEP: Sølv - BPI: Sølv | Homework                |
| "Indo Silver Club"                                                                | 1996 | —  | —   | —  | —   | —  | —  | —  | —  | —  | —  | | Homework                |
| "Around the World"                                                                | 1997 | 5  | 11  | 4  | 16  | 8  | 1  | 20 | 14 | 5  | 61 | - SNEP: Sølv - ARIA: Guld - BPI: Platin - FIMI: Guld | Homework                |
| "Burnin'"                                                                         | 1997 | 29 | 151 | 38 | —   | —  | 7  | —  | —  | 30 | —  | | Homework                |
| "Revolution 909"                                                                  | 1998 | 50 | 162 | 50 | —   | —  | —  | —  | —  | 47 | —  | | Homework                |
| "One More Time"                                                                   | 2000 | 1  | 10  | 6  | 7   | 9  | 5  | 26 | 6  | 2  | 61 | - SNEP: Guld - ARIA: Guld - BEA: Guld - BPI: Platin - BVMI: Guld - FIMI: Guld - IFPI SWI: Guld                                                              | Discovery               |
| "Aerodynamic"                                                                     | 2001 | 34 | 67  | 24 | —   | —  | 32 | —  | 46 | —  | —  | | Discovery               |
| "Digital Love"                                                                    | 2001 | 33 | 67  | 38 | 85  | 35 | —  | 28 | 60 | 14 | —  | | Discovery               |
| "Harder, Better, Faster, Stronger"                                                | 2001 | 17 | —   | 38 | —   | 38 | 42 | —  | 70 | 25 | —  | - BPI: Guld | Discovery               |
| "Face to Face"                                                                    | 2003 | —  | —   | —  | —   | —  | —  | —  | —  | —  | —  | | Discovery               |
| "Something About Us"                                                              | 2003 | 93 | —   | —  | —   | —  | —  | —  | —  | —  | —  | | Discovery               |
| "Robot Rock"                                                                      | 2005 | 79 | —   | 56 | 100 | 33 | 32 | —  | —  | 32 | —  | | Human After All         |
| "Technologic"                                                                     | 2005 | —  | 64  | 65 | 82  | 38 | 22 | 29 | 63 | 40 | —  | | Human After All         |
| "Human After All"                                                                 | 2005 | 93 | —   | —  | —   | —  | —  | —  | —  | —  | —  | | Human After All         |
| "The Prime Time of Your Life"                                                     | 2006 | —  | —   | —  | —   | —  | —  | —  | —  | —  | —  | | Human After All         |
| "Harder, Better, Faster, Stronger (Alive 2007)"                                   | 2007 | 19 | 43  | 16 | —   | —  | —  | —  | 50 | —  | —  | | Alive 2007              |
| "Derezzed"                                                                        | 2010 | 81 | 92  | 68 | —   | —  | —  | —  | —  | —  | —  | | Tron: Legacy soundtrack |
| "Get Lucky" (featuring Pharrell Williams)                                         | 2013 | 1  | 1   | 1  | 1   | 1  | 1  | 2  | 1  | 1  | 2  | - SNEP: Diamant - ARIA: 6× Platin - BEA: Platin - BPI: 4× Platin - BVMI: 5× Guld - FIMI: 5× Platin - GLF: 2× Platin - IFPI SWI: 3× Platin - RIAA: 4× Platin | Random Access Memories  |
| "Lose Yourself to Dance" (featuring Pharrell Williams)                            | 2013 | 31 | —   | 32 | —   | 62 | 17 | 42 | 59 | 49 | —  | - BPI: Sølv - FIMI: Guld | Random Access Memories  |
| "Doin' It Right" (featuring Panda Bear)                                           | 2013 | 63 | —   | —  | —   | —  | —  | —  | —  | —  | —  | | Random Access Memories  |
| "Instant Crush" (featuring Julian Casablancas)                                    | 2013 | 4  | —   | 5  | —   | —  | 85 | 37 | 40 | —  | —  | - FIMI: Guld | Random Access Memories  |
| "Give Life Back to Music"                                                         | 2014 | 23 | —   | 52 | —   | —  | 94 | 35 | 58 | —  | —  | | Random Access Memories  |
| "—" denotes a recording that did not chart or was not released in that territory. |      |    |     |    |     |    |    |    |    |    |    | |                         |

### Som featured kunstner
| "Starboy" (The Weeknd featuring Daft Punk)          | 2016 | 1 | 2 | 2 | 3  | 2 | 6  | 1 | 2 | 2 | 1 | - SNEP: Diamond - ARIA: 12× Platin - BEA: 2× Platin - BPI: 3× Platin - BVMI: 3× Guld - FIMI: 3× Platin - GLF: 4× Platin - RIAA: 11× Platin | Starboy |
| "I Feel It Coming" (The Weeknd featuring Daft Punk) | 2016 | 1 | 7 | 6 | 29 | 9 | 13 | 5 | 7 | 9 | 4 | - SNEP: Diamant - ARIA: 3× Platin - BEA: Platin - BPI: Platin - BVMI: Platin - FIMI: 3× Platin - GLF: 3× Platin - RIAA: 6× Platin          | Starboy |

## Andre sange
| "Around the World" / "Harder, Better, Faster, Stronger (Alive 2007)"              | 2007 | —   | —  | 47 | — | —  | Alive 2007             |
| "The Game of Love"                                                                | 2013 | —   | —  | —  | — | —  | Random Access Memories |
| "Giorgio by Moroder"                                                              | 2013 | 54  | 57 | —  | — | 22 | Random Access Memories |
| "Within"                                                                          | 2013 | 109 | —  | —  | — | 39 | Random Access Memories |
| "Touch" (featuring Paul Williams)                                                 | 2013 | 171 | —  | —  | — | 36 | Random Access Memories |
| "Beyond"                                                                          | 2013 | 115 | —  | —  | — | 38 | Random Access Memories |
| "Motherboard"                                                                     | 2013 | —   | —  | —  | — | 43 | Random Access Memories |
| "Fragments of Time" (featuring Todd Edwards)                                      | 2013 | 100 | —  | —  | — | 28 | Random Access Memories |
| "Contact"                                                                         | 2013 | 46  | —  | —  | — | 34 | Random Access Memories |
| "—" denotes a recording that did not chart or was not released in that territory. |      |     |    |    |   |    |                        |

## Produktions- og remix-arbejde
| Titel                                       | År   | Udøvende kunstnere                   | Med-producer(e)                                                                                    | Album                    |
| ------------------------------------------- | ---- | ------------------------------------ | -------------------------------------------------------------------------------------------------- | ------------------------ |
| "M18"                                       | 1995 | Manu le Malin                        | Manu le Malin                                                                                      | None                     |
| "ß Wax"                                     | 1995 | Daft Punk, DJ Kevin                  | DJ Kevin                                                                                           | Two Years Together       |
| "Life Is Sweet" (Daft Punk remix)           | 1995 | The Chemical Brothers                | The Chemical Brothers                                                                              | None                     |
| "Get Funky Get Down" (Daft Punk remix)      | 1995 | The Micronauts                       | Christophe Monier, George Issakidis                                                                | None                     |
| "Disco Cubizm" (Daft Punk remix)            | 1996 | I:Cube                               | Nicolas Chaix                                                                                      | None                     |
| "Forget About the World" (Daft Punk remix)  | 1996 | Gabrielle                            | The Boilerhouse Boys                                                                               | Musique Vol. 1 1993–2005 |
| "Chord Memory" (Daft Punk remix)            | 1996 | Ian Pooley                           | Ian Pooley                                                                                         | Musique Vol. 1 1993–2005 |
| "Mothership Reconnection" (Daft Punk remix) | 1998 | Scott Grooves, Parliament-Funkadelic | Scott Grooves                                                                                      | Musique Vol. 1 1993–2005 |
| "Take Me Out" (Daft Punk remix)             | 2004 | Franz Ferdinand                      | Tore Johansson                                                                                     | Evil Action              |
| "HeartBreaker"                              | 2006 | Teriyaki Boyz                        | None                                                                                               | Beef or Chicken?         |
| "Hypnotize U"                               | 2010 | N.E.R.D                              | The Neptunes                                                                                       | Nothing                  |
| "On Sight"                                  | 2013 | Kanye West                           | Kanye West, Mike Dean, Benji B                                                                     | Yeezus                   |
| "Black Skinhead"                            | 2013 | Kanye West                           | Kanye West, Gesaffelstein, Brodinski, Mike Dean, Lupe Fiasco, No ID, Jack Donoghue, Noah Goldstein | Yeezus                   |
| "I Am a God"                                | 2013 | Kanye West                           | Kanye West, Mike Dean, Hudson Mohawke                                                              | Yeezus                   |
| "Send It Up"                                | 2013 | Kanye West                           | Kanye West, Gesaffelstein, Brodinski, Mike Dean, Arca                                              | Yeezus                   |
| "Starboy"                                   | 2016 | The Weeknd                           | Doc McKinney, Cirkut, The Weeknd                                                                   | Starboy                  |
| "I Feel It Coming"                          | 2016 | The Weeknd                           | Doc McKinney, Cirkut, The Weeknd                                                                   | Starboy                  |
| "I Gotta Try You Girl" (Daft Punk edit)     | 2016 | Junior Kimbrough                     | Matthew Johnson, Bruce Watson                                                                      | None                     |
| "Overnight"                                 | 2017 | Parcels                              | Patrick Hetherington, Noah Hill, Louie Swain, Jules Crommelin, Anatole Serre                       | Non-album single         |

## Musikvideoeer
| Titel                                                            | Year | Director(s)                                    |
| ---------------------------------------------------------------- | ---- | ---------------------------------------------- |
| "Da Funk"                                                        | 1997 | Spike Jonze                                    |
| "Around the World"                                               | 1997 | Michel Gondry                                  |
| "Burnin'"                                                        | 1997 | Seb Janiak                                     |
| "Revolution 909"                                                 | 1998 | Roman Coppola                                  |
| "Fresh"                                                          | 1999 | Daft Punk                                      |
| "One More Time"                                                  | 2001 | Kazuhisa Takenouchi                            |
| "Aerodynamic"                                                    | 2001 | Kazuhisa Takenouchi                            |
| "Digital Love"                                                   | 2001 | Kazuhisa Takenouchi                            |
| "Harder, Better, Faster, Stronger"                               | 2001 | Kazuhisa Takenouchi                            |
| "Something About Us (Love Theme From Interstella 5555)"          | 2003 | Kazuhisa Takenouchi                            |
| "Robot Rock"                                                     | 2005 | Daft Punk                                      |
| "Technologic"                                                    | 2005 | Daft Punk                                      |
| "Television Rules the Nation"                                    | 2005 | Daft Punk                                      |
| "The Prime Time of Your Life"                                    | 2006 | Tony Gardner                                   |
| "Robot Rock (Daft Punk Maximum Overdrive Mix)"                   | 2006 | Daft Punk, Cédric Hervet                       |
| "Around The World/Harder, Better, Faster, Stronger (Alive 2007)" | 2007 | Olivier Gondry                                 |
| "Derezzed"                                                       | 2010 | Warren Fu                                      |
| "Lose Yourself to Dance" (featuring Pharrell Williams)           | 2013 | Daft Punk, Warren Fu, Paul Hahn, Cédric Hervet |
| "Instant Crush" (featuring Julian Casablancas)                   | 2013 | Warren Fu                                      |